# Olevano di Lomellina
Olevano di Lomellina – miejscowość i gmina we Włoszech, w regionie Lombardia, w prowincji Pawia.
Według danych na rok 2004 gminę zamieszkiwało 771 osób, 51,4 os./km².